# Þórðarstaðaskógur
Þórðarstaðaskógur är en skog i republiken Island.   Den ligger i regionen Norðurland eystra, i den norra delen av landet, 250 km nordost om huvudstaden Reykjavík.
Trakten ingår i den boreala klimatzonen. Årsmedeltemperaturen i trakten är −3 °C. Den varmaste månaden är juli, då medeltemperaturen är 11 °C, och den kallaste är februari, med −12 °C.